# Los Beat 4
Los Beat 4 es una banda de rock chilena que gozó de popularidad en los años 1960 y principios de los 1970, con la influencia de la beatlemanía.Como parte de su contribución a la música chilena figura la grabación del que fue uno de los primeros álbumes de rock chileno grabado en español, Boots a Go-Go. 

## Historia
Los Beat 4 se formaron en 1966 en San Miguel, Chile. Formaron parte del movimiento de la nueva ola chilena, junto a otros como Pato Renan, Cecilia y otros. Tuvieron muchos éxitos, incluido "Dame un Bananino", un jingle de un producto de helado de Nestlé.

## Miembros
- Reinaldo "Rhino" González - voz (1966-1971)
- Johnny Paniagua - guitarra (1966-1971)
- Willy Benítez - bajo (1966-1971)
- Mario Benítez - batería (1966-1971)
- Tilo Mandiola - bajo (1971)